# Fany Solter
Fany Solter (Ilhéus, 1944) é uma pianista e professora de piano brasileira. Ex-reitora da Hochschule für Musik Karlsruhe.

## Vida
Fany Solter nasceu em Ilhéus, filha de pais judeus russos. Estudou no Rio de Janeiro e na Hochschule für Musik Freiburg, onde foi aluna de Carl Seemann. Após completar seus estudos em Freiburg im Breisgau retornou ao Brasil, onde após curta permanência de sucesso voltou para a Alemanha.
Esta pianista brasileira, nascida em Ilhéus, Bahia, conquistou a Alemanha e muitos outros países pela sua dedicação e virtuose ao piano. Mas sua trajetória vai além de grande instrumentista. Na Alemanha onde se aperfeiçoou, exerce atividades múltiplas no setor cultural. O resultado de seu trabalho foi reconhecido pelos governos brasileiro e alemão.
Nascida em Ilhéus, Bahia, fez seus primeiros estudos no Conservatório Brasileiro de Música do Rio de Janeiro e nos Seminários da Pró-Arte com Homero Magalhães. Aperfeiçoou-se na Alemanha sob a orientação do pianista Caarl Seeman, diplomando-se pela Escola Superior de Música de Freiburg. Premiada em vários concursos internacionais como o de Munique e Vercelli, desenvolve intensa atividade como solista e camerista em vários países da Europa.
Desde 1976 é catedrática na 'Hochschule für Musik' (University of Music) de Karlsruhe, Alemanha, da qual foi reitora de 1984 até 2001. Foi a primeira mulher a ser eleita para esse cargo na Alemanha, e até hoje é a única estrangeira a ocupar tão alta posição.
Fany Solter exerce atividades múltiplas no setor cultural alemão. Faz parte do diretório de várias instituições estaduais e municipais, tais como o “Centro de Artes e Mídia”, a Fundação de Música do Banco do Estado de Baden-Wurttemberg e várias outras. Em 1986 ela foi uma dos fundadores da Academia Internacional Haendel de Karlsruhe, sendo ainda hoje a sua vice-presidente. Além disso, é Senadora "honoris causa" da Universidade Técnica de Karlsrhue.
O governo brasileiro condecorou Fany Solter com a « Medalha Villa-Lobos » pelos grandes serviços que ela tem prestado à música brasileira na Europa. No ano de 1994 recebeu do governo alemão a « Gran Cruz do Merito », a condecoração mais alta daquele país. Em 2003 foi agraciada com a “Medalha do Mérito” do Estado de Baden-Württemberg.
Premiada em vários concursos internacionais, como o de Munique e Vercelli, desenvolve intensa atividade como solista e camarista em vários países da Europa. Apresentou-se em recitais e master classes no Japão, Israel, Rússia, Polônia, Itália, Espanha, Estônia, Argentina e Brasil. Nos últimos anos foi membro do júri de concursos internacionais de piano em Genebra, Bruxelas, Luxemburgo, Valencia e Tóquio.
Grava regularmente para as rádios alemãs de Stuttgart, Baden-Baden, Berlim e Colônia, entre outras, alem de suas gravações de CDs incluindo a obra completa de música de câmera de Fréderic Chopin. Tem atuado como solista em concertos com orquestras como a Orquestra Sinfônica de Praga, Orquestra Sinfônica Brasileira, Orquestra da Suisse Romande, Orquestra Sinfônica da Radio da Baviera, Israel Camerata de Jerusalem, Filarmônica de Câmara da Polonia, com regentes como Kurt Masur, Lukas Foss, Avner Biron, Vaclav Smetacek, Werner Stiefel, Wojciek Raisky, Ligia Amadio, Kurt Redel, entre outros.

## Condecorações
Recebeu em 1994 do Governo Alemão a "Gran Cruz do Mérito" pelos grandes serviços que ela tem prestado à música brasileira na Europa.
Recebeu em 2001 o título de doutor honoris causa da Universidade de Karlsruhe.
Recebeu a Medalha Villa-Lobos pelos grandes serviços que ela tem prestado à música brasileira na Europa.
Senadora "honoris causa" da Universidade Técnica de Karlsruhe.
Em 04.10.2012 foi inaugurado o prédio Fany Solter Haus, em sua homenagem,  em Karlsruhe

## Publicações
- Spirale Symphonie op. 68 Urmas Sisask[1]
- Werke/Auswahl  Das gesamte Kammermusikwerk für Klavier und Streichinstrumente Chopin, Frédéric.-Bühl[2]
- Brahms, Franz, Grieg, Liszt, Loewe, Mendelssohn-Bartholdy, Schumann/Gedichte: H. Heine[3]

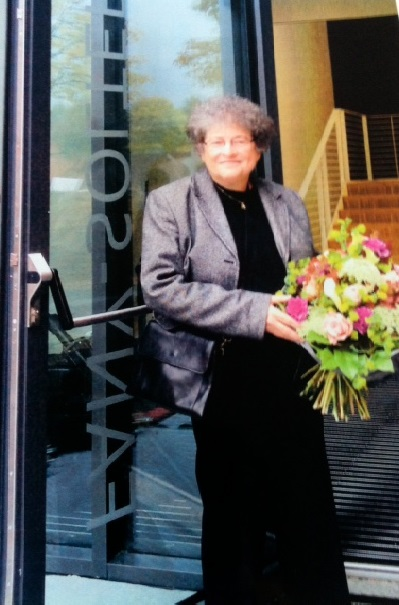
Fany Solter Haus em Karlsruhe

- Lieder und Kammermusik[4]

## Ligações externas

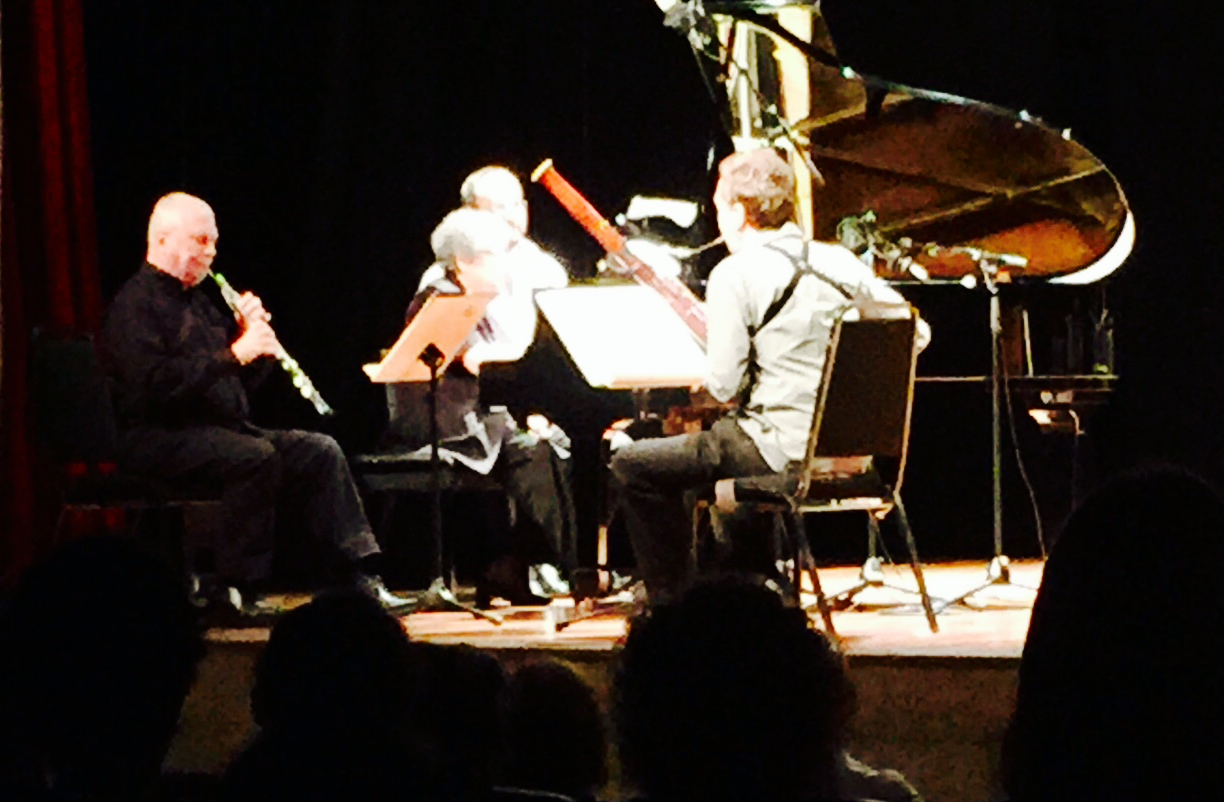
Trio Fany Solter, Luis Carlos Justi e Aloysio Fagerlande